# Margattea rectangularis
Margattea rectangularis es una especie de cucaracha del género Margattea, familia Ectobiidae. Fue descrita científicamente por Hanitsch en 1932.
Habita en Indonesia (Sumatra).